# Drob de miel

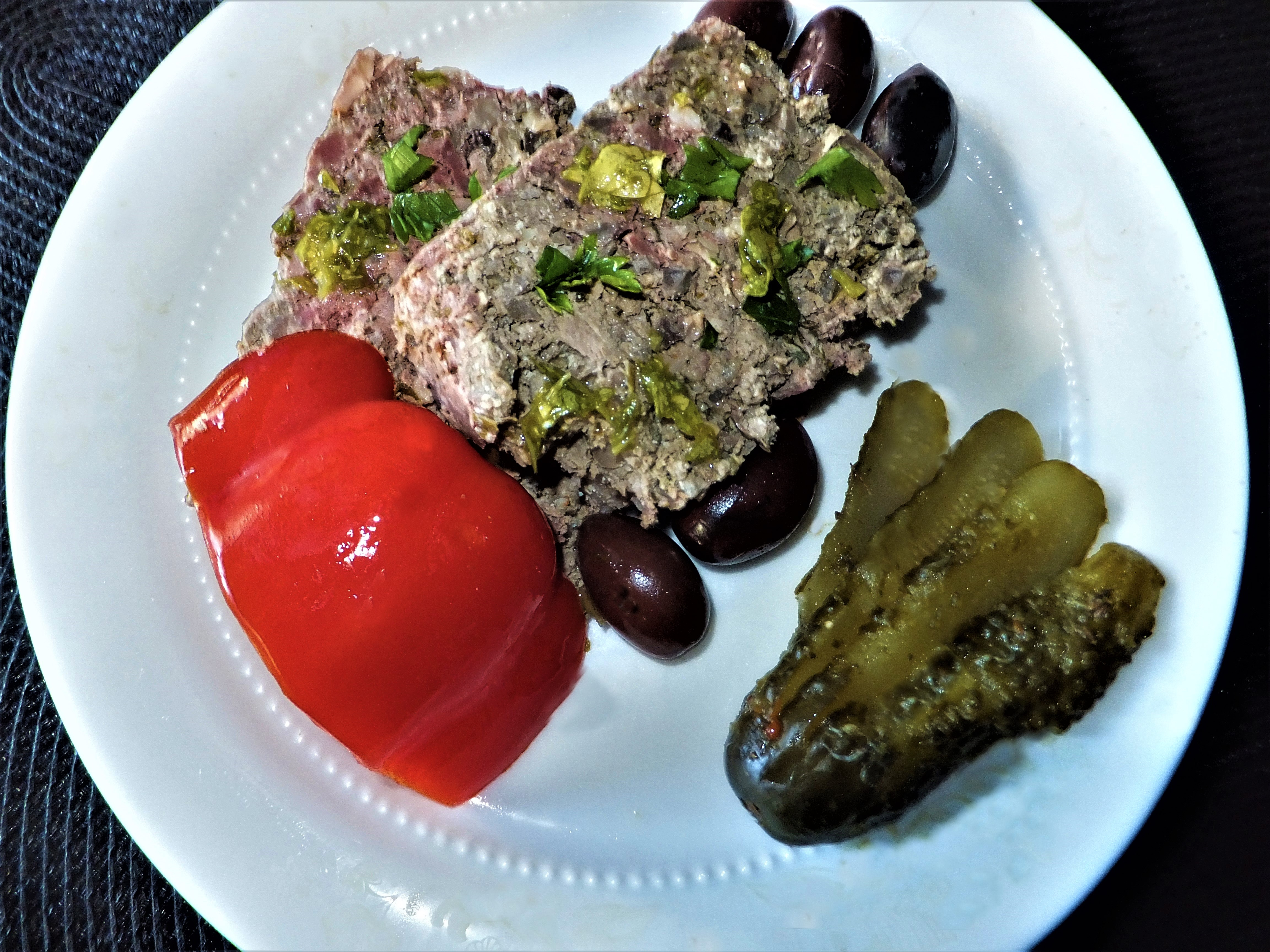
Drob de miel

Drob de miel ist ein rumänisches Fleischgericht, welches aus gehackten Lamminnereien zubereitet und zu Ostern serviert wird. Traditionell wird es als viertes Ostergericht nach Anafură, Ostereiern und Pască serviert.

## Zubereitung
Als Zutaten werden gehackte Lamminnereien (Herz, Leber, Lunge und Milz), Zwiebel, Butter, Frühzwiebel, junger Knoblauch, gekochte Hühnereier, Schmand, Salz, Pfeffer sowie Petersilie und Dill verwendet. Die Zutaten werden traditionell in ein gesäubertes Lammfettnetz gefüllt und in einer Kastenform gebacken. Es gibt viele Variationen des Rezepts. Heutzutage wird Drob de miel auch einfach mit Lammfleisch zubereitet, wenn die Lamminnereien nicht zur Verfügung stehen. Auch können die Zutaten in einem Teigmantel oder direkt in einer Kastenform gebacken werden, wenn das Lammbauchfell fehlt. Als Beilage serviert man üblicherweise Radieschen und Frühzwiebeln.

## Bedeutung
Drob de miel vereint zwei christliche Ostersymbole in einem Gericht: die Ostereier, die geschält in der Zutatenmischung dazugegeben werden und das Lamm. Beide symbolisieren das Opfer Christi.